# DANGAN
DANGAN（ダンガン）は、東京都墨田区にあるプロボクシングのプロモートカンパニー、ボクシングジムの運営母体。または主催興行である。

## 歴史
2007年、B:Tight（後のレイジングバトル）などの主催者が母体となりビータイトプロモーション設立。3月1日、初興行として「ダイナミックグローブ DANGAN vol.1」を後楽園ホールにて開催。プロデュースは元ワタナベボクシングジムマネージャーの瀬端幸男。
2008年、足立区扇の扇橋会館にて「ビータイトスポーツジム」を設立し、瀬端を会長に東日本ボクシング協会加盟。
2010年、瀬端の退任とともに墨田区押上に移転し、ジム名を「reason」に変更。旧施設は後にフィットネス専門「Reason足立」として再開。
2015年夏、ビータイトプロモーションからプロボクシング部門が独立し、株式会社DANGAN設立。
2016年7月10日、動画配信サービス「BOXING RAISE（ボクシングレイズ）」を開始。
2017年、越谷市の協会加盟ジム越谷634スポーツジム（2013年設立）をリニューアルし「Reason大貴」に変更、瀬端が会長に就任し協会復帰を果たす。大貴はジムのスポンサーとなっているさいたま市の住宅メーカーに由来する。なお、越谷634の会長だった矢田部秀樹は2019年5月7日付で協会非加盟のフィットネス専門だったアキバボクシング&フィットネスジムに合流しアキバ・ヤタベボクシング&フィットネスジムに改称され会長に就任した（2021年退任）。
2018年、reasonはジム名を「Reason押上」に変更。
2019年5月、フィットネス専門「Reason小岩」設立（2020年閉鎖）。
同年10月、福島県唯一のプロ（北日本協会）ジムである郡山市の増賀ボクシングジムをリニューアルし「Reason郡山」に変更。
2020年1月、Reason大貴のプロ育成部門が一部トレーナーの不祥事により前年限りで休会となった青木ボクシングジム（1945年設立。初代会長は青木敏郎）と統合する形で高田馬場に移転し「DANGAN AOKI」に変更（Reason大貴はフィットネス専門として存続）。この時に4階級世界王者井岡一翔、元日本ライト級王者土屋修平らReason大貴所属に元WBOアジア太平洋スーパーフェザー級王者渡邊卓也ら青木所属選手が合流（元WBO世界フライ級王者木村翔は合流せず。ただし、2025年4月27日に彩の国くまがやドームで行われた木村の引退試合はDANGANが主催した）。なお、青木ジム休会当時の会長だった有吉将之は2022年12月15日に秩父市にて秩父ボクシングジムを開設して活動再開することになった。
2020年5月、Reason郡山が「DANGAN郡山」に変更。
同年10月、渡辺治前会長が死去したさいたま市大宮区のオサムボクシングジム（1974年設立）が、名義譲渡を受けた新会長によりReason大貴の施設に移転する形で「DANGAN越谷」に変更。
2023年2月、同じく墨田区に本社を置く鐘百繊維工業とのコラボレーションでアパレルブランド「DG TOKYO」を発表。
同年8月、元DANGAN越谷トレーナーが休会中だったシャイアン大嶋ファイトクラブ（会長大嶋宏成）から名義譲渡を受けて千葉県流山市に「DANGAN流山」設立。
同年8月12日付でDANGAN AOKIは渋谷区恵比寿西のEBISU K'S BOX内に移転し「DANGAN」に改称。旧DANGAN AOKI跡は千葉県銚子市の銚子ボクシングジムから名義譲渡を受けて、15日付で青木ボクシングジム（2代目）として再始動した。このとき渡邊含む大半の選手はDANGANに残留したが、2人（うち1人はプロデビュー前）は新生青木ジム、1人は協栄ジム、1人はワールドスポーツジムにそれぞれ移籍した、
同年9月30日から10月1日にかけて開催された墨田区主催の「すみだまつり・こどもまつり」にも出展し、現役世界王者などによるトークショーや公開スパーリング、ミット打ちが実施された。
同年12月、DANGAN GYMが練馬区旭丘に移転。
2024年2月、DANGAN品川ボクシングフィットネスジムが開業。

## 興行
DANGANでは協会加盟ジムを持ちながらも、プロモート機能を独立させて、日本のクラブ制度では異色ともいえるジムの垣根を超えたマッチメイクを実現させている。そのため、DANGAN系列ジム所属選手が一人も出場しない興行もしばしばある。また、reason大貴→DANGAN AOKI時代の井岡一翔はDANGANではなく個人的にマネジメント契約を結ぶトラロックエンターテインメントがプロモートを担当しており、志成ジム（当時Ambition GYM）移籍後もDANGAN AOKIから名義を借りて興行を打ち、完全プロモートになってからもまたアンダーカードにDANGAN系列所属が多く参戦している。プロモーターは株式会社DANGAN代表取締役の古澤将太が務める。
2015年に後楽園ホールで開催されたプロボクシング興行は100回行われたが、そのうち3分の1近くに当たる31回をDANGANとして行われてた。2019年より毎年5月中旬に墨田区総合体育館（2024年4月よりひがしんアリーナ）で開催（2020年と2021年は新型コロナウイルス感染拡大のため中止）、2022年からは「すみだボクシング祭り」も併せて開催される。DANGAN興行は東京以外にも水戸や大阪、札幌、郡山でも開催した実績がある。渡辺プロモーションなど他社との共催として行われることもある。
通常興行のいわゆるナンバーシリーズは日本または東洋太平洋のタイトルマッチをメインとした興行に加え、A級ボクサーによる6回戦トーナメント、韓国・中国との国別対抗戦などがある。
また、2019年から2020年にかけて賞金付きトーナメントとして以下の大会も組まれた。
- 山中慎介presents GOD'S LEFTバンタム級トーナメント
- 内山高志presents KNOCKOUT DYNAMITE賞金マッチトーナメント
- はじめの一歩30周年記念フェザー級トーナメント

ナンバーシリーズとは別に「DANGAN LOADING」と称した全試合4回戦のみ（新人王戦を含む）で構成される興行も行われている。
不定期でKOラウンドにより金額が変動する賞金マッチもアンダーカードで組まれる。
女子限定興行として2016年3月1日より「DANGAN Ladies」、2018年3月8日より「Victoriva」も年2回程度開催。メインでは女子世界戦などのタイトルマッチが組まれる。2022年9月1日には三迫・真正と合同の「Queens Crest2022」として開催。
日本テレビと提携して「ダイナミックグローブ」、フジテレビと提携して「ダイヤモンドグローブ」、TBSテレビと提携して「ガッツファイティング」としてそれぞれ中継されることもあった。
2021年10月30日、A-SIGN BOXINGとの合同興行がZAIKOにてPPV独占生配信された。
2022年5月15日、墨田区総合体育館にて開催された「DANGAN250」をABEMA「格闘チャンネル」にて、第1試合から無料生中継。
2022年10月3日、オール4回戦の賞金オープン戦として「B-Tight」を実施。大会名のB-Tight（ただしロゴは「:（コロン）」から「-（ハイフン）」に変更）としては14年ぶりの復活となる。
2023年2月10日の「DANGAN LOADING」は前出の「DG TOKYO」ローンチ発表記念として、リングをランウェーに見立てたファッションショーも開催した。
同年には女子4回戦での総当たり戦となる「VICTORIVA 女子リーグ戦 〜 Japan Female 4R League 〜」を3月16日、6月20日、9月27日の日程で開催。これらもVictorivaとして開催されるが、9月27日の興行を除きDANGAN LOADINGとの合同開催となった
さらに前年12月に井上尚弥がアジア人初の4団体王座統一をバンタム級で果たしたのを記念して、井上が所属する大橋ボクシングジム（フェニックス・プロモーション）と合同で「井上尚弥バンタム級4団体統一記念杯 バンタム級モンスタートーナメント」を日本チャンピオンとランカーが参加して開催し、予選をDANGANが主催する5月20日の墨田区大会「DANGAN259」で行った。
「ダイナミックグローブ」からリニューアルされた「DYNAMIC GLOVE on U-NEXT（旧WHO'S NEXT DYNAMIC GLOVE on U-NEXT）」にも6月3日のVol.3より帝拳プロモーションとともに主催者に名を連ねる。
大橋との協業は2024年以降も続けられ、同年は「アジア最強ライト級トーナメント」、2025年は「フェニックストーナメント・アジアヘビー級チャレンジカップ」をそれぞれ開催予定。
2025年3月18日、渡辺プロモーション、LUSHと三社合同で新たな興行シリーズとして「WLD」の第1弾を開催。

## 運営するジム
東京都内
- BOXING&FITNESS Reason押上ジム（墨田区押上）
名義上の前身はビータイトスポーツジム→reasonジム。会長は元ピューマ渡久地ジムのプロボクサーだった廣瀬智之。一般の方が練習しやすいよう工夫しており、園児から60歳過ぎまで幅広い年代の会員を抱えている[21]。青少年の育成、選手育成にも力を入れている。
- DANGAN GYM（練馬区旭丘）
名義上の前身はReason大貴ジム→DANGAN AOKI BOXING GYM。施設はDANGAN AOKI時代は新宿区高田馬場の旧青木ボクシングジム跡に居抜きし、DANGANに改称後はEBISU K'S BOX内を経て、現在地に移転。元ビータイトスポーツジム会長でDANGANの実質創始者でもある瀬端幸男が会長を務める。主なトレーナーとして元東洋太平洋スーパーフェザー級王者の川村貢治が在籍。なお、DANGAN興行の名義は基本的にこのジムを使用する。
- DANGAN品川ボクシングフィットネスジム（品川区南品川）
2024年2月開業、3月プロ加盟。会長はJBC初の女子世界王者で元DANGAN AOKIトレーナーの富樫直美。
- Reason足立ジム（足立区扇）
旧ビータイトスポーツジムの施設を再利用。東日本協会非加盟のフィットネスボクシングジムとして運営されている。入居する扇橋会館の地下1階にビータイトプロモーションが管理するリング常設の扇橋ホールがあり、「ザ・おやじファイト」や各種スパーリング大会などに使用されている。

東京都外
- DANGAN越谷ボクシングジム（埼玉県越谷市越ヶ谷）
名義上の前身はオサムボクシングジム。施設は元々越谷634スポーツジム→Reason大貴が使用していたもの。一度フィットネス専門となったReason大貴ジムとの統合で現ジム名に改称。元オサムジムトレーナーの中富久が会長を務める。
- DANGAN郡山ボクシングジム（福島県郡山市安積町日出山）
前身は増賀ボクシングジム→Reason郡山ジム。会長はワタナベジムなどに所属した元プロボクサーの鈴木拓也。
- DANGAN流山ボクシングジム（千葉県流山市江戸川台西）
名義上の前身はシャイアン大嶋ファイトクラブ。会長は元セレススポーツジムのプロボクサーで元DANGAN越谷トレーナーの久保裕希。

## DANGANグループの所属選手

### 主な現所属選手
DANGAN
- 渡邊卓也（元WBOアジア太平洋スーパーフェザー級王者。青木より移籍）
- 菊池真琴（東洋太平洋女子スーパーバンタム級王者。石川より移籍）
- 和田まどか（東洋太平洋女子ミニマム級王者。TEAM10COUNTより移籍）

### 過去の主な所属選手
reason押上
- モンブランみき（ワタナベ→一力へ移籍後日本女子アトム級王座獲得）

DANGAN AOKI（現DANGAN）
- 井岡一翔（井岡より移籍。在籍中WBO世界スーパーフライ級王座獲得し4階級制覇。志成へ移籍）
- 土屋修平（元日本ライト級王者。角海老宝石より移籍。現「だれバト〜EX Battle Club」大会委員長）
- 大和藤中（初代全日本ヘビー級新人王。金子より移籍）
- 漣バル（ワールドスポーツへ移籍後日本女子ミニマム級王座獲得）

## DANGANグループサポート選手
- 堤聖也（角海老宝石所属。WBA世界バンタム級王者。バンタム級モンスタートーナメント優勝者） - DANGAN GYMがサポートに当たっている[22]

## BOXING RAISE
BOXING RAISEはDANGANが手掛ける国内プロボクシング専門の定額制動画配信サービス。2016年7月5日のDANGAN163（メインイベントは粉川拓也VS大嶽正史の日本フライ級タイトルマッチ）より配信開始。以来、DANGANナンバーシリーズを中心に注目度の高い興行を年数回ライブ配信しており、非DANGAN系も含めた全国で行われている興行の録画配信を年間50興行程度行っている。また、当サービス開始以前となる2010年以降の興行もアーカイブ配信を行っている。クレジットカード情報さえ登録すれば海外でも視聴が可能である。
なお、著作権処理を要する入場曲については、録画配信では入場シーンごとカット、ライブ配信では演奏中に消音しているが、有料ライブ配信ではそのまま流す場合もある。
コロナ禍により興行中止が相次いだ2020年には、2019年1月から2020年2月にかけて行われた66興行470試合の無料配信とボクサー対談などが配信された。興行再開後も一部の試合で無料配信が行われている。
2021年12月2日のWATANABE PROMOTION&DANGANでは、解説を選べる機能と優勢点予想ができるAIプラットフォームシステムをテスト導入した。
2023年2月22日に行われた2022年年間表彰式も無料ライブ配信した。
なお、テレビ放送される試合及び興行は原則としてライブ配信されない。ただし、極稀にテレビ放送あるいは他のプラットフォームにて配信された試合及び興行が当サービスにて録画配信される場合があり、2021年12月14日のガッツファイティング&DANGAN247（メインのOPBF東洋太平洋スーパーフェザー級王座決定戦坂晃典 VS 木村吉光のみTBS地上波で12月20日未明（19日深夜）に録画中継）、2022年5月30日のMISAKO BOXING（メインはWBO女子世界スーパーフライ級タイトルマッチ吉田実代 VS 小澤瑶生。全試合吉田の公式YouTubeチャンネルにてライブ配信。本来当サービスでの録画配信は決まっていたが、ライブ配信を希望する声が多かったため急遽吉田がチャンネルを開設してライブ配信が実施された）が該当する。
また、合同興行では共催相手と契約するプラットフォームで配信されたり、2022年以降はDANGAN単独であっても当サービスではなくABEMAにて配信される興行もある。

### 他プラットフォームへの提供など
過去には株式会社キュービックスが提供する携帯サイト「ボクシングモバイル」へ一部興行のサブライセンスを提供しPPV配信されていた。
石川ボクシングジム立川や六島ボクシングジム主催興行のYouTubeライブ配信についても委託制作を行い、後日当サービスでも録画配信している。
2023年3月30日に行われたVictoriva vol.11については、当サービスをサブライセンス利用する形でまぐまぐ!LiveのDANGANアカウントによる無料ライブ配信が行われた（アーカイブ配信はなし）。
2023年5月20日のDANGAN259 & 井上尚弥4団体統一記念モンスタートーナメント予選は本サービスとまぐまぐLiveにて無料ライブ配信を実施。終了後にはLeminoにてテロップカードを削除した上でアーカイブ配信された（発表当初はLeminoにてライブ配信予定だった）。
2023年7月8日の八王子中屋主催「第45回ファイティングスピリットシリーズ」はアンダーカード5試合を実況・解説なしで無料ライブ配信し、続けてメインを含む3試合はU-NEXT「WHO'S NEXT DYNAMIC GLOVE on U-NEXT特別版」として当サービスで制作した映像にU-NEXTスタジオでの実況・解説を被せて配信された。

### 主な出演者
解説・実況は原則としてライブ配信のみ。

#### 解説
2023年
- 宮尾綾香（元WBA・IBF女子世界アトム級王者） - Victoriva vol.11
- 亀海喜寛（元OPBF東洋太平洋ウェルター級王者、元日本スーパーライト級王者） - G.O.A.T MATCH Vol.1・2
- 須佐勝明（ロンドンオリンピックフライ級日本代表、日本ボクシング連盟理事） - DANGAN259
- 赤穂亮（元OPBF東洋太平洋スーパーフライ級王者、元日本バンタム級王者） - DANGAN日中対抗戦

過去
- 石津純一郎（姫路木下ジムマネージャー）
- 本間暁（フリーのボクシング記者）
- 森川ジョージ（漫画家、JBスポーツジム会長）
- やすおかだいご（元ラヴドライブ）
- 山田武士（JBスポーツジム代表）

上記以外に現役プロボクサーがゲスト解説として加わる場合もある。
Victorivaシリーズ
- 花形冴美（元IBF女子世界アトム級王者） - vol.8、Queens Crest 2022
- 藤岡奈穂子（元女子世界5階級王者。当時T&H所属） - vol.8・9
- 吉田実代（元WBO女子世界スーパーフライ級王者。当時三迫所属） - Queens Crest 2022

#### 実況
- 齋藤寿幸
- 西達彦

両者はボイスワークス所属のフリーアナウンサーで、ABEMAなど他プラットフォームのボクシング中継でも実況を担当している。